# Tirka
Tirka est un village du Togo en préfecture de Bassar dans la région de la Kara. 

## Géographie
Le village est situé dans un coude du Niger, à 35 kilomètres dans l'Est de Tombouctou. 

## Histoire
Il s'agit de l'ancienne Tirekka, ancien point de rendez-vous des caravanes venant de Ghana et de Tadmekket, redécouverte en 1913 par Albert Bonnel de Mézières.